# Enzo Bartolini
Pour les articles homonymes, voir Bartolini.
Enzo Bartolini, né le 15 février 1914 à Livourne et mort le 3 juillet 1998 dans la même ville, est un rameur d'aviron italien.

## Biographie
Enzo Bartolini remporte en huit la médaille d'argent aux Jeux olympiques d'été de 1936 à Berlin avec Dino Barsotti, Enrico Garzelli, Guglielmo Del Bimbo, Cesare Milani, Oreste Grossi, Mario Checcacci, Dante Secchi et Ottorino Quaglierini.